# Rod Woodson
Roderick Kevin Woodson (* 10. März 1965 in Fort Wayne, Indiana, USA) ist ein ehemaliger US-amerikanischer American-Football-Spieler. Er gilt als einer der besten Cornerbacks in der Geschichte der National Football League (NFL).

## College
Woodson spielte zunächst an einer High School in seiner Geburtsstadt, bevor er sich von 1983 bis 1986 den Purdue Boilermakers der Mannschaft der Purdue University in West Lafayette anschloss. Woodson war ein äußerst schneller Sprinter und hielt jahrelang den amerikanischen Juniorenrekord im 60-Meter-Hürdenlauf. Seine überragende Schnelligkeit ließ schnell die Scouts der NFL auf ihn aufmerksam werden.

## Profizeit
1987 wurde Woodson von den Pittsburgh Steelers in der ersten Runde an 10. Stelle der NFL Draft 1987 verpflichtet. Mit dieser von Bill Cowher trainierten Mannschaft zog er 1995 in das AFC Championship Game ein. Gegner seiner Mannschaft waren die Indianapolis Colts, die sich mit 20:16 geschlagen geben mussten. Der Sieg bedeutete den Einzug in den Super Bowl XXX, wo man auf die Dallas Cowboys traf, die sich mit 27:17 durchsetzen konnten. Woodson war in diesem Spiel aufgrund einer Verletzung nicht im Vollbesitz seiner Kräfte.

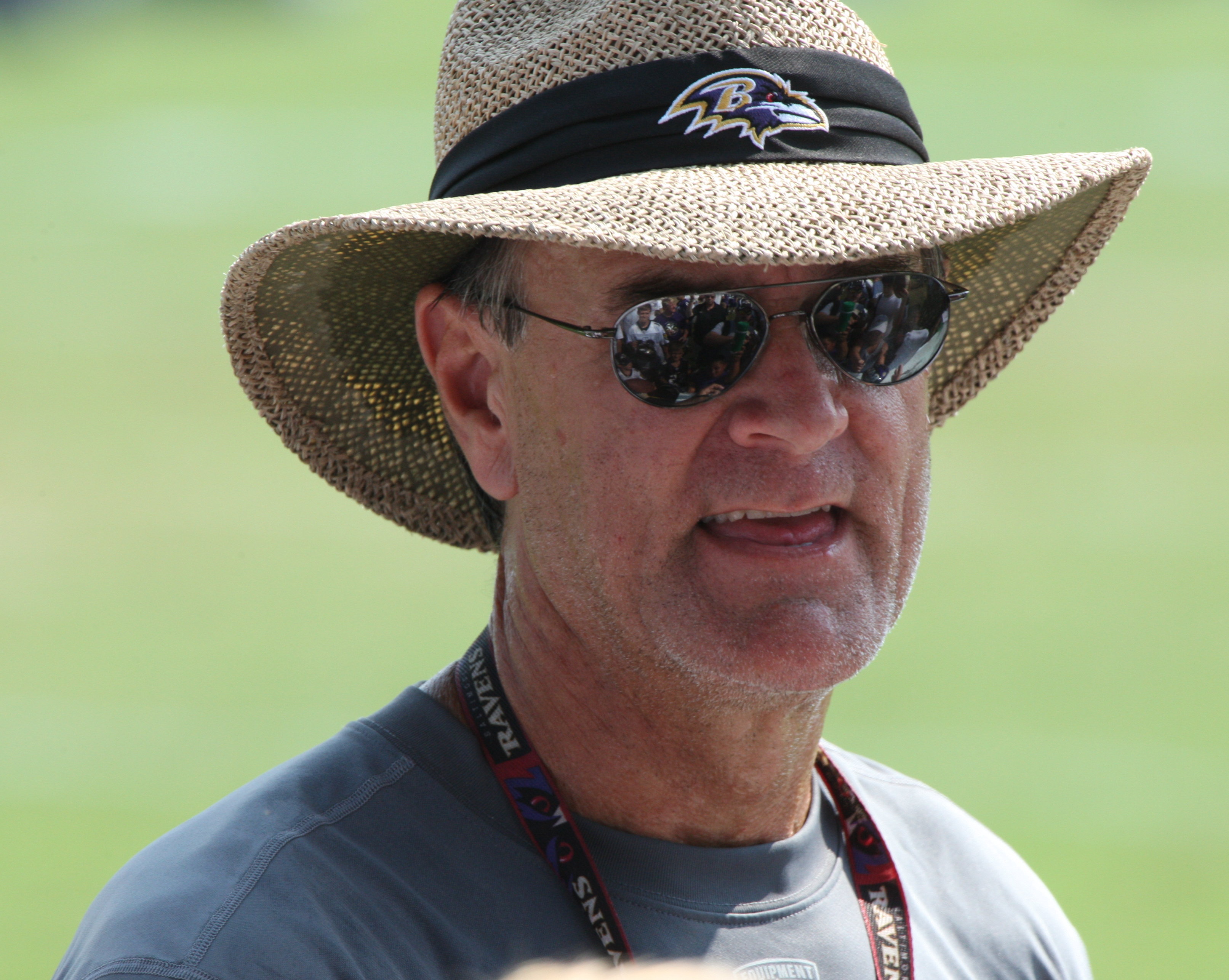
Brian Billick

1997 wechselte Woodson zu den San Francisco 49ers um ein Jahr später bei den Baltimore Ravens zu unterschreiben. 1999 wechselte Woodson auf die Position eines Safety. Am 28. Januar 2001, nach einem Sieg über die Oakland Raiders mit 16:3 im AFC Championship Game gewann er mit diesem Team in Tampa, Florida den Super Bowl XXXV mit Quarterback Trent Dilfer unter Trainer Brian Billick gegen die New York Giants mit 34:7. Woodson war einer der Garanten dafür, dass sich das Passspiel der gegnerischen Mannschaft nicht entwickeln konnte.
2002 wechselte Woodson für zwei Jahre zu den Oakland Raiders und beendete dann seine Karriere.
Woodson war ein äußerst schneller und wendiger Verteidiger mit guten Fanghänden. Als Defensive Back war er überwiegend für die Abwehr der gegnerischen Passspielzüge verantwortlich. Seine bloße Anwesenheit auf dem Platz führte regelmäßig dazu, dass der gegnerische Quarterback sicherheitshalber nicht in seine Richtung warf. Der Quarterback war dadurch in der Wahl seiner Mittel und in der Wahl seiner Angriffsspieler stark eingeschränkt. Trotzdem gelangen Woodson in 17 Spielzeiten bei 238 Spielen in der Regular Season insgesamt 71 Interceptions, 12 davon konnte er zu Touchdowns in die gegnerische Endzone zurücktragen, was NFL-Rekord ist. Seine Schnelligkeit war so groß, dass er am Anfang seiner Laufbahn auch verstärkt als Punt-returner Verwendung fand und dabei im Schnitt 9,1 Yards Raumgewinn erzielen konnte. Zwei Läufe lief er in die gegnerische Endzone zum Touchdown.

## Ehrungen
Woodson spielte elfmal im Pro Bowl, dem Endspiel der besten Spieler aller Mannschaften einer Saison. Er ist Mitglied im National Football League 75th Anniversary All-Time Team und im National Football League 1990s All-Decade Team. 1993 wurde er zum NFL Defensive Player of the Year gewählt. Im Januar 2009 wurde er in die Pro Football Hall of Fame aufgenommen.

## Nach der Karriere
Woodson arbeitet als Moderator beim Fernsehen. Er besitzt in seiner Geburtsstadt einen Motorradhandel. Später war Woodson auch 2011 und von 2015 bis 2017 als Defensive-Back-Trainer bei den Oakland Raiders tätig.
Am 13. April 2022 wurde Woodson zum Head Coach der Vegas Vipers für die XFL-Saison 2023 ernannt.

## Quelle
- Jens Plassmann: NFL – American Football. Das Spiel, die Stars, die Stories (= Rororo 9445 rororo Sport). Rowohlt, Reinbek bei Hamburg 1995, ISBN 3-499-19445-7.